# Satapuala
Satapuala – wieś w Samoa, w dystrykcie Aʻana.